# René de Ceriziers
René de Ceriziers, né en 1609 à Nantes et mort en 1662 à Paris, est un théologien et historien français.

## Biographie
Entré fort jeune dans la Compagnie de Jésus en 1622, Ceriziers a enseigné dans plusieurs collèges de jésuites, avant de quitter l’ordre en 1641 et de devenir aumônier ordinaire à la cour de Louis XIV.
Il avait publié un grand nombre d’ouvrages empreints d’un esprit très religieux et qui ont tous été oubliés à sa mort, à l’exception de celui intitulé l’Innocente reconnue ou Vie de sainte Geneviève de Brabant, Cette histoire naïve a eu un tel succès véritablement populaire qu’on l’imprimait encore au XIXe siècle, et qu’il s’en débitait de nombreux exemplaires, surtout parmi le peuple des campagnes.

## Publications
- L’Image de Notre-Dame de Liesse, Reims, 1622.
- Les Heureux Commencements de la France chrétienne sous saint Rémy, Reims, 1633.
- La Consolation de la Philosophie de Boèce, en Vers et en Prose, Paris, 1636.
- Traductions des Soliloques de Saint-Augustin, avec les Méditations et le Manuel, Paris, 1638.
- Vie de Sainte Geneviève de Brabant, Paris, 1640.
- Réflexions chrétiennes et politiques sur la vie des rois de France, Paris, 1641–1644)
- Le philosophe françois, t. 1, Lyon, 1649, en ligne; t. 2, Lyon, 1650, en ligne.